# Post Seelscheid
Post Seelscheid ist ein Ortsteil von Seelscheid in der Gemeinde Neunkirchen-Seelscheid im Rhein-Sieg-Kreis. 

## Lage
Der ehemals eigenständige Ort liegt an der Bundesstraße 56 an der Kreuzung nach Dorfseelscheid und Hausermühle. 

## Geschichte
1888 hatte Post Seelscheid 21 Bewohner in vier Häusern.
1910 wohnten hier die Familien 
- Josef Albus, Gastwirt "Zur Post", der mit Stallungen, Remise und Auto-Omnibushaltestelle warb
- Peter Burger, Kolonial-, Manufaktur-, Galanterie- und Drogenwaren
- Martin Link, Spedition und Fourage, Kohlen- und Kunstdüngerhandel
- August Krämer, Handelsmann
- Josef Kurtsiefer, Postagent und Auktionator
- Kaspar Laufenberg, Metzgerei und Viehhandlung
- Wilhelm Otto, Rentner
- Ackerin Witwe Wimar Pütz
- Wilhelm Schauenberg, Handelsmann und Metzger
- Benedikt Schneider, Kolonial-, Manufaktur-, Kurz- und Wollwaren
- Tagelöhnerin Witwe Wimar Schröder
- Adam Schwamborn, ohne Gewerb[2]

Zudem gab es hier die Krautfabrik von Wilhelm Schöneshöfer aus Breitscheid.
Die Siedlung gehörte bis 1969 zur Gemeinde Seelscheid.